# Ramón de la Sagra

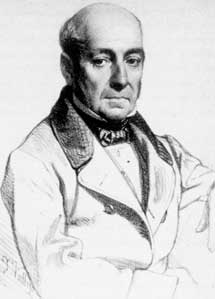
Ramón de la Sagra um 1860

Ramón Dionisio de la Sagra y Peris (* 8. April 1798 in La Coruña, Spanien; † 23. Mai 1871 in Neuchâtel, Schweiz) war ein spanischer Ökonom, Botaniker und Anarchist.

## Leben
Der Sohn des Händlers Lorenzo Martínez de la Sagra studierte Physik an der Nautischen Schule in Coruña und 1815–18 an der Fakultät für Pharmazie der Universität Santiago de Compostela Mathematik, Medizin und Anatomie. 1819 traf er Casiano de Prado.
Mit seinen liberalen Ideen bekam er Probleme mit der Inquisition. Die Revolution von 1820 führte ihn nach Madrid, wo er Mitbegründer der Konservativen wurde.
1821 emigrierte er nach Kuba und wurde Assistent des Tabakfabrikanten Agustìn Rodriguez. 1822 wurde er Professor für Naturgeschichte und heiratete Manuela Turnes del Rìo. Ab dieser Zeit wirkte er als Direktor des botanischen Gartens von Havanna. Vom 20. April bis 23. September 1835 reiste er durch die USA und siedelte danach in Paris, wo er sein Buch Fünf Monate in den Vereinigten Staaten von Nordamerika schrieb.
Nach der Spanischen Verfassung von 1837 kehrt er nach Spanien zurück und wurde zum Abgeordneten von La Coruña gewählt. 1838–1857 veröffentlichte er seine monumentale Histoire physique, politique et naturelle de l'île de Cuba in 13 Bänden.
1845 erschien in Spanien mit El Porvenir die erste anarchistische Zeitung.

## Mitgliedschaften
Als 1838 die Société Cuvierienne gegründet wird, war er eines der 140 Gründungsmitglieder der Gesellschaft. Seit 1851 war er auswärtiges Mitglied der Königlich Niederländischen Akademie der Wissenschaften (KNAW). Die Académie royale des Sciences, des Lettres et des Beaux-Arts de Belgique nahm ihn 1846 als assoziiertes Mitglied auf.